# Barbula pflanzii
Barbula pflanzii är en bladmossart som beskrevs av Theodor Carl Karl Julius Herzog 1916. Barbula pflanzii ingår i släktet neonmossor, och familjen Pottiaceae. Inga underarter finns listade i Catalogue of Life.